# ترمز

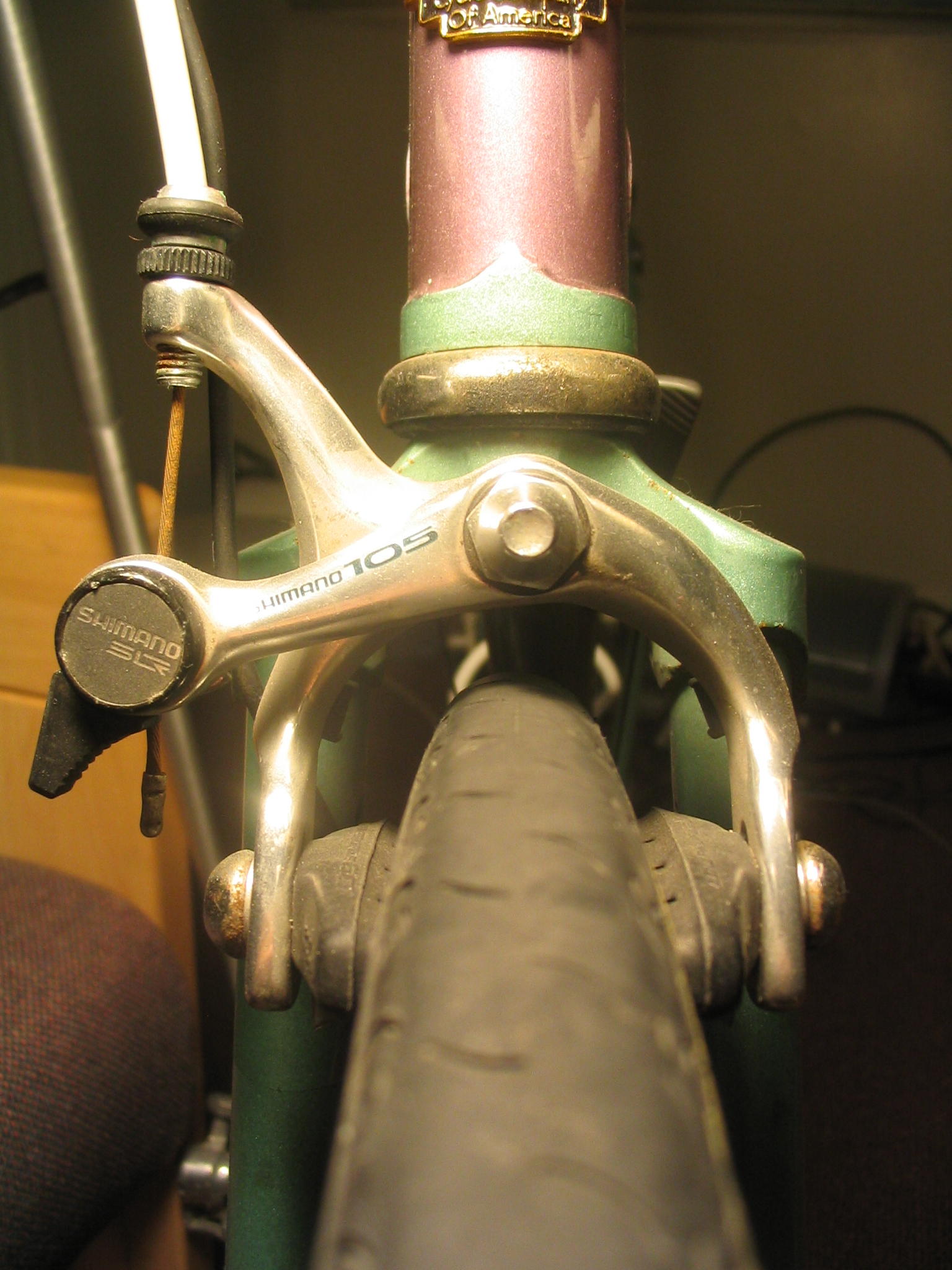
ترمز چرخ جلوی یک دوچرخه

تُرمُز ابزاری است برای بازداشتن یک وسیله از حرکت. ترمزها برای آهسته و متوقف کردن خودرو و دوچرخه و موتورسیکلت و غیره در حال سرعت هستند و اطمینان شخص راننده، به خوبی عمل آنهاست.
ترمز بر چند نوع است و بیشتر به وسیلهٔ هوا یا آب یا روغن کار می‌کند، ترمزهای روغنی که بیشتر در خودروها بکار می‌برند، هنگامی که راننده پای خود را روی اهرم بگذارد و فشار دهد روغن از لوله‌های مخصوصی وارد استوانه می‌شود و بوسیلهٔ فنر صفحه‌ای را به پیش می‌راند و چرخ‌ها را از حرکت بازمی‌دارد و یاآنکه حرکت چرخ‌ها را کند می‌سازد.

## ساختار
در خودروهای مرسوم، بیشتر از ترمز روغنی استفاده می‌شود. ساختار ترمز روغنی در هر یک از چرخ‌ها عبارت است از کاسه‌چرخ که در داخل آن دو بازوی ترمز قرار گرفته‌است. بین دو بازوی ترمز یک سیلندر سوار شده که در داخل آن دو پیستون فلزی، دو پیستون لاستیکی، و یک فنر وجود دارد. بازوهای ترمز توسط دو میله از دو طرف سیلندر به پیستون‌ها مربوط شده‌اند. بازوهای ترمز توسط فنری که آن‌ها را به هم نزدیک می‌کند در حال عادی از کاسه‌چرخ دور است، ولی به محض اینکه راننده پدال ترمز را فشار بدهد، روغنِ تحت فشار، از تلمبه ترمز به داخل سیلندرهای هر چرخ، بین پیستون‌ها وارد شده پیستون‌ها را به طرفین رانده، آن‌ها نیز به نوبه خود بازوها را باز نموده به کاسه‌چرخ اصطکاک داده و چرخ را از حرکت بازمی‌دارند.
ساختار تلمبه ترمز روغنی عبارت است از مخزنی که در آن روغن ترمز ریخته شده، زیر آن یک سیلندر قرار گرفته که توسط سوراخ ریزی با مخزن بالا مربوط است. در داخل سیلندر یک پیستون فلزی، یک پیستون لاستیکی، و یک فنر قوی که سر آن یک سوپاپ مخصوص دارد قرار داده‌اند.
پیستون توسط میلی به پدال ترمز مربوط بوده در موقع فشار دادن پدال ترمز، پیستون روغن‌های جلوی خود را به وسیله لوله‌کشی‌های مخصوص به داخل سیلندر هریک از چرخ‌ها رانده و بدین‌وسیله چرخ‌ها ترمز می‌شوند.
به‌طور کلی متوقف شدن خودرو به وسیله ترمزها در حین سرعت به واسطه اصطکاک بازوهای ترمز با کاسه‌چرخ‌ها صورت می‌گیرد. اصطکاک طولانی، تولید حرارت فوق‌العاده نموده ممکن است فلزات را سرخ کرده و آب نمایند. از این رو به‌کارگیری ترمز بایستی کوتاه و متناوب باشد که گرمای پدید آمده در اثر اصطکاک باعث سوزاندن لنت‌های ترمز و از بین رفتن آن‌ها نشود.

## نام
واژه تُرمُز از زبان روسی وارد زبان فارسی شده‌است. این واژه، از واژه روسی тормоз و واژه روسی тормоз از واژه ترکی Turmaz (لایی چرخ) یا واژه یونانی Τόρμος (جا گرفته درون گودال) قرض گرفته شده‌است.

## گونه‌های ترمز
ترمز در خودروها به چند صورت وجود دارد:
1. ترمزهای سیمی: ترمزهای سیمی در خودروها کاربرد زیادی ندارند و در ترمز دستی خودرو کاربرد دارند
2. ترمزهای روغنی (هیدرولیکی): ترمز روغنی بیشترین کاربرد را دارد و رایج‌ترین ترمز مورد استفاده در خودروهای سبک و سنگین می‌باشد. طرز کار کلی ترمزهای هیدرولیکی به این صورت است که بر اثر فشار وارده به پدال ترمز به وسیلهٔ اهرم بندی نیرو به پمپ اولیهٔ روغن وارد شده و پیستون موجود در پمپ روغن مقابل خود را با فشار به داخل لوله‌ها می‌فرستد و روغن به داخل دستگاه ترمز می‌رود و دستگاه ترمز با توجه به نوع خود که ممکن است کاسه‌ای یا دیسکی باشد عمل ترمزگیری راانجام می‌دهد.
3. ترمزهای بادی (پنوماتیکی): ترمزهای بادی در خودروهای سنگین بکار می‌رود و به وسیلهٔ فشار هوا عمل ترمزگیری صورت می‌پذیرد.

ترمز های الکتریکی: